# Verband für das Deutsche Hundewesen
Verband für das Deutsche Hundewesen (VDH) är Tysklands nationella kennelklubb  som var en av grundarna av den internationella kennelfederationen Fédération Cynologique Internationale (FCI) 1911. Den är de tyska hundägarnas intresse- och riksorganisation och för nationell stambok över hundraser. Den första nationella kennelklubben i Tyskland bildades 1906, i sin nuvarande form grundades organisationen 1949.